# Koningsas

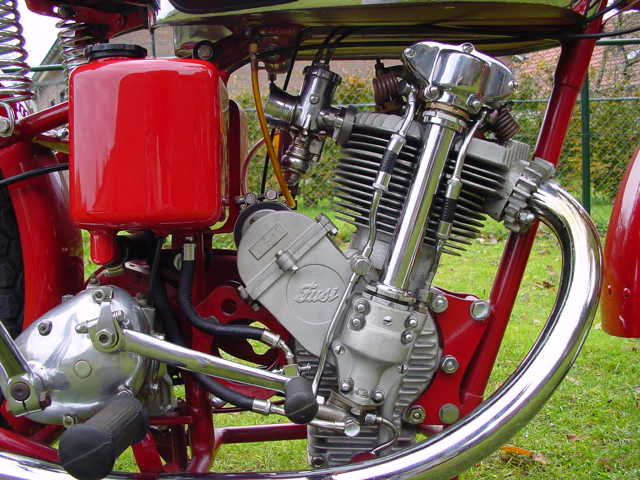
De koningsasaandrijving naast de cilinder van een Fusi 250 cc racemotor uit 1937

Een koningsas is een staande as, direct naast de cilinder, die vooral bij oude (viertakt)motoren werd gebruikt om via kegeltandwielen de nokkenassen aan te drijven.

## Toepassingen
Ducati gebruikte koningsassen bij vrijwel alle modellen tot de komst van de Pantahs in 1978. Toen werd overgegaan op tandriemen. Bekende racemotoren met koningsassen kwamen vooral van Ducati, maar ook de legendarische Norton Manx was voorzien van een koningsas.
Een van de laatste motorfietsen met koningsas was de Ducati Mike Hailwood Replica Mille die werd gebouwd tussen 1985 en 1988.
In 1999 lanceerde Kawasaki de W650, opgevolgd in 2011 door de W800: een retro-stijl motor die ook werd voorzien van een koningsas.
Dit is de enige hedendaagse productiemotor van een groot merk met een koningsas, wat uitzonderlijk is.
Een koningsas "zou" zorgen voor een goed koppel 'onderin', ook bij een lager ruw vermogen.
- Zie ook: Koningsspil